# آپتون سینکلر
آپتن بیل سینکلر جونیور (به انگلیسی: Upton Beall Sinclair, Jr.) رمان‌نویس، روزنامه‌نگار، فعال سیاسی آمریکایی و برنده جایزه پولیتزر ادبی در سال ۱۹۴۳ بود.

## دوران حرفه ای

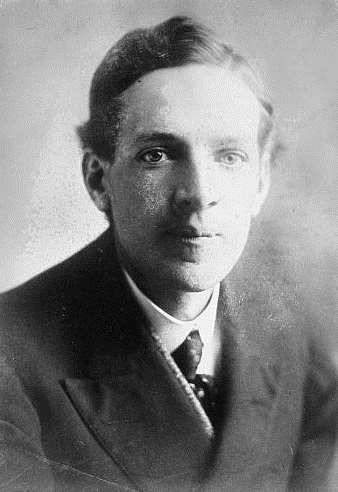
آپتون سینکلر جوان

«آپتون سینکلر» در سال ۱۸۷۸ در بالتیمور ایالت مریلند آمریکا به دنیا آمد و در سال ۱۹۶۸ درگذشت. پس از پایان تحصیلاتش در «سیتی کالج» نیویورک با نوشتن داستان‌های بازاری برای مجلات زرد کار ادبی‌اش را شروع کرد. سپس به نوشتن داستان‌های تاریخی روی آورد. در این دوران داستان‌نویسی را به خوبی یادگرفت تا این که از این مهارت در نوشتن آثار بزرگی چون «جنگل» سود برد، به طوری که در سال ۱۹۴۳ موفق به دریافت جایزه ادبی «پولیتزر» شد. طی دوران شکوفایی در حدود ۱۰۰ اثر منتشر کرد که هرکدام بعد از مرگ او جنجالی در وادی ادبیات به راه انداختند. به عنوان مثال از روی یکی از رمان‌های او به نام «نفت» فیلم مشهور «خون به پا خواهد شد»، ساخته شد که در سال ۲۰۰۷ نامزد ۷ جایزه اسکار شد. با این حال هیچ‌کدام از آثار او به شهرت رمان بزرگ او «جنگل» نرسیدند.

## کتابشناسی
- جنگل (۱۹۰۶)
- سلطان زغال سنگ (۱۹۱۷)
- نفت (۱۹۲۷)
- بوستون (۱۹۲۸)
- پایان جهان (۱۹۴۰)
- بین دو جهان (۱۹۴۱)
- دندان‌های اژدها (۱۹۴۲)
- چک برنجی
- صرافان
- دنیا در سال دو هزار

## اقتباس سینمایی
- خون به پا خواهد شد